# Toora-Chem
Toora-Chem (russisch Тоо́ра-Хем; tuwinisch Доора-Хем, Doora-Chem) ist ein Dorf (selo) in der Republik Tuwa in Russland mit 2387 Einwohnern (Stand 14. Oktober 2010).

## Geographie

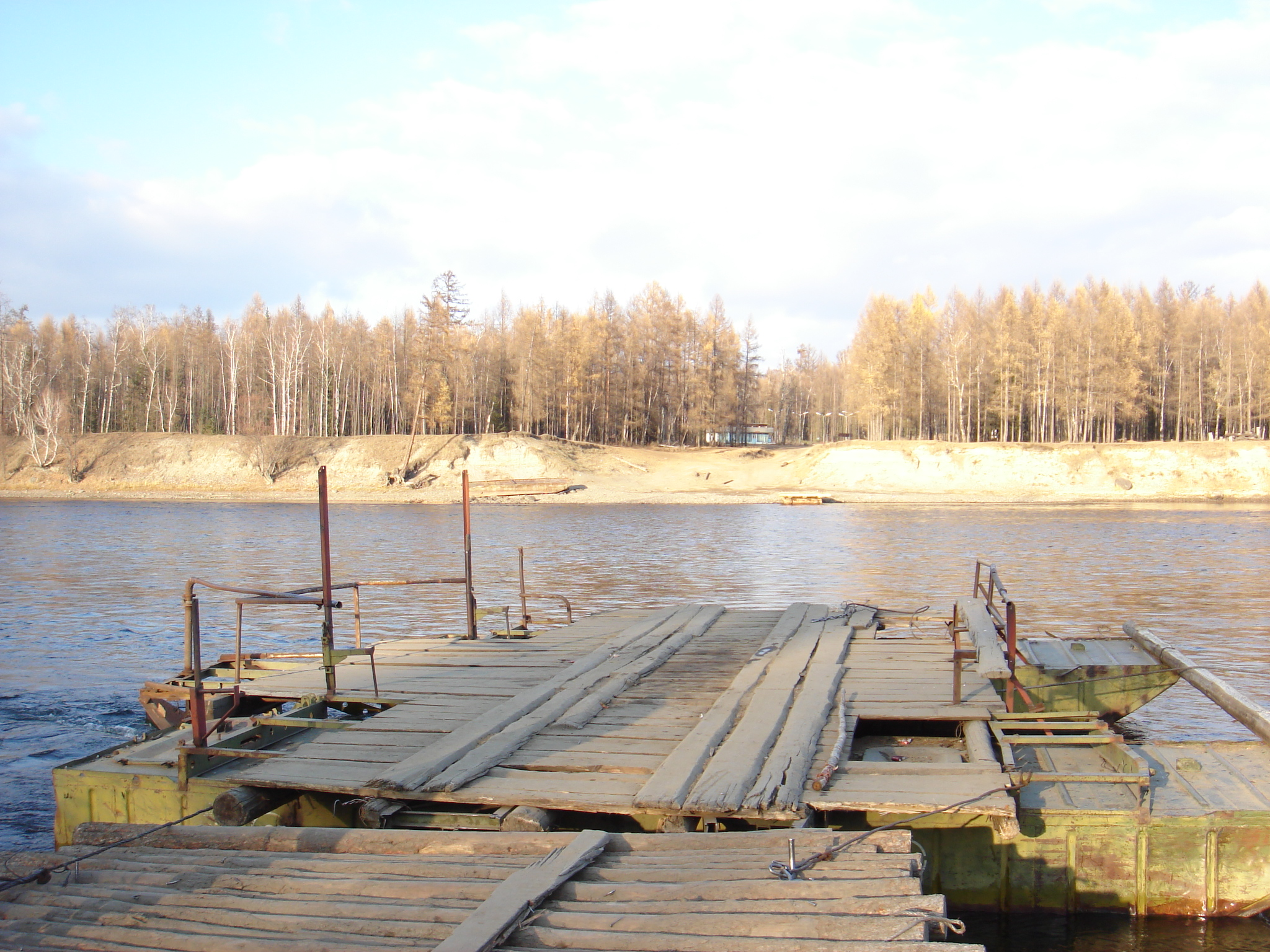
Jenissei-Fähre bei Toora-Chem

Der Ort liegt etwa 140 km Luftlinie nordöstlich der Republikhauptstadt Kysyl im zentralen Teil des Todscha-Beckens, zwischen dem Ostsajan im Norden und dem Akademika-Obrutschewa-Gebirge im Süden. Er befindet sich am rechten Ufer des Großen Jenissei (Bii-Chem), des rechten Quellflusses des Jenissei, bei der Einmündung des namensgebenden Toora-Chem, der etwa 25 km südöstlich dem Todscha-See entfließt.
Toora-Chem ist Verwaltungszentrum des Koschuuns Todschinski sowie Sitz der Landgemeinde (selskoje posselenije) Toora-Chemski sumon, zu der außerdem das fast unmittelbar flussabwärts (nordwestlich) anschließende Dorf Saldam gehört.

## Geschichte
Das Dorf wurde 1883 als Siedlung russischer Altorthodoxer gegründet und entwickelte sich bald zu einem regionalen Handelszentrum. Nach Entstehung der unabhängigen Tuwinischen Volksrepublik 1921 gehörte der nach der Region benannte Todschinski choschun (heutige Form koschuun) mit Sitz in Toora-Chem zu den ersten sieben geschaffenen Verwaltungseinheiten. Er bestand auch nach dem Anschluss der Republik an die Sowjetunion und ohne Unterbrechung bis heute weiter.

### Bevölkerungsentwicklung
| Jahr | Einwohner |
| ---- | --------- |
| 1959 | 745       |
| 1970 | 1196      |
| 1979 | 1346      |
| 1989 | 1851      |
| 2002 | 2233      |
| 2010 | 2387      |

Anmerkung: Volkszählungsdaten

## Verkehr
Toora-Chem ist ganzjährig per Flugzeug über den 7 km nördlich des Dorfes gelegenen Flugplatz Todscha (ICAO-Code UNYT) erreichbar. In der eisfreien Periode verkehren Schiffe auf dem Großen Jenissei.
An das ganzjährig befahrbare Straßennetz ist das Dorf bislang nicht angeschlossen. Die 170 km lange Winterstraße 93N-34/93N-35 nach Toora-Chem beginnt in Bojarowka an der 93K-03 von Kysyl nach Saryg-Sep am Kleinen Jenissei (Kaa-Chem) und wird gegenwärtig (Stand: 2014) für ganzjährige Nutzbarkeit ausgebaut; ein Fertigstellungstermin steht noch nicht fest. Eine weitere Winterstraße, die 93N-29, führt von Turan an der R257 Krasnojarsk – mongolische Grenze über 250 km an den Großen Jenissei und diesen aufwärts bis Toora-Chem. Lokalstraßen führen von Toora-Chem zu den Dörfern Adyr-Keschig 8 km den Fluss Toora-Chem flussaufwärts Richtung Todscha-See sowie Ij, 13 km flussabwärts am Großen Jenissei.

## Persönlichkeiten
- Nikolai Abajew (1949–2020), sowjetischer und russischer Sinologe und Buddhologe